# Selección de baloncesto de Finlandia
La selección de baloncesto de Finlandia (en finés: Suomen koripallomaajoukkue) es el equipo formado por jugadores de nacionalidad finlandesa que representa a la Federación Finlandesa de Baloncesto en las competiciones internacionales organizadas por la Federación Internacional de Baloncesto (FIBA) o el Comité Olímpico Internacional (COI): los Juegos Olímpicos, la Copa Mundial de Baloncesto y el EuroBasket.
El equipo ha participado en diecisiete ocasiones del EuroBasket y alcanzó su mejor posición de ese torneo, el sexto lugar, en su edición del año 1967, disputada en tierra finlandesa. Participó dos veces de los Juegos Olímpicos: la primera fue en Helsinki 1952, donde clasificó automáticamente como país anfitrión y la segunda en Tokio 1964. Finlandia también se ha clasificado para dos Copa Mundial de Baloncesto, en 2014, a la cual accedió por tarjeta de invitación, y en 2023.
Los colores del equipo son azul y blanco, y desde el año 2002 son representados por la imagen de un lobo. La principal sede del equipo es el estadio Energia Areena de la ciudad de Vantaa. Desde el 2004, el entrenador en jefe es Henrik Dettmann, quien tiene el mayor número de partidos a cargo de la selección. Jouko Heikkinen es el jugador que más partidos disputó con el seleccionado nacional y Kari Liimo quien más punto anotó.
Desde 2011, Finlandia tiene el Ranking Mundial FIBA más alto entre los países nórdicos.

## Historia

### Primeros años
La Asociación Finlandesa de Baloncesto se fundó en febrero de 1939. Unos meses antes, la Federación Finlandesa de Fútbol había decidido añadir el baloncesto a su propio repertorio. Finlandia compitió por primera vez en el campeonato europeo en su tercera edición, el EuroBasket de 1939. En el round-robin, inicialmente tuvieron problemas y perdieron ante cada uno de los otros siete equipos y terminaron con una diferencia general de puntos de 70-541.

### Década de 1950
La siguiente competición europea de Finlandia fue 12 años después, en el EuroBasket de 1951 en París. En general, les fue mucho mejor y dividieron sus cuatro juegos de la ronda preliminar y terminaron en el tercer lugar del grupo con 2-2, pero fueron eliminados de la contienda por el campeonato. Tuvieron éxito después de eso, ganando los tres juegos de la ronda 1 de clasificación y los dos juegos de la ronda 2 para terminar en el noveno lugar de los 18 equipos.
En 1952, al ser sede de los juegos en Helsinki, Finlandia participó por primera vez en los Juegos Olímpicos de Verano. La selección nacional terminó última en el Grupo B en la ronda preliminar, perdiendo todos sus juegos ante la Unión Soviética, Bulgaria y México, y sin poder avanzar.
Finlandia aprovechó esta experiencia internacional cuando volvió a competir en el EuroBasket de 1953 en Moscú. En la ronda preliminar terminaron con 1 victoria y 3 derrotas, ocupando el cuarto lugar de los 5 equipos del grupo. Les fue significativamente mejor en la primera ronda de clasificación, ganando 3 y perdiendo solo 1 para terminar en medio de un empate a tres en el grupo. Sin embargo, perdieron los juegos de clasificación 9-12 y 11/12, ocupando el puesto 12 de 17 en general.
En la siguiente cita, Finlandia tuvo algunas dificultades en la ronda preliminar del EuroBasket de 1955. Perdieron los tres primeros partidos en Budapest y descendieron a la ronda de clasificación. Una vez más, al no enfrentarse más a oponentes de élite mundial, los finlandeses brillaron en la ronda de clasificación y ganaron los cuatro partidos de la fase de grupos. También ganaron su partido de clasificación 9-12, pero perdieron ante Francia en la final 9-10 para terminar décimo de 18 en el torneo.
En Sofía, en el EuroBasket de 1957, los finlandeses terminaron terceros en su grupo preliminar tras terminar 1-2. Pasaron al grupo de clasificación 9-16 y ganaron cinco juegos allí con solo una derrota. Obtuvieron el puesto 11 en la general del torneo.

### Era moderna
En el EuroBasket de 1995 en Grecia se produjo la primera clasificación de Finlandia para el máximo torneo europeo de baloncesto desde 1977. Sin embargo, a la selección nacional no le fue muy bien en el evento. Ya que fueron derrotados en su primer partido contra Rusia 126–74, y finalmente los llevó a terminar con un récord de 0–6 (lugar 13) y fueron eliminados.
Finlandia se clasificó para el EuroBasket 2011. La plaza en el torneo fue la primera para Finlandia en 16 años. Allí terminaron terceros de seis equipos en el Grupo C del EuroBasket 2011 y derrotaron a Bosnia y Herzegovina 92–64 y Montenegro 71–65. Esto les permitió clasificarse para el Grupo F del EuroBasket 2011. En su primer partido fueron fácilmente derrotados por Rusia, pero luego derrotaron a Georgia, antes de perder ante Eslovenia en el último partido del torneo. A pesar de no llegar al torneo al mejor de 8, Finlandia terminó llegando a su primera Copa Mundial FIBA como equipo comodín junto a Grecia, Turquía y Brasil.

## Plantilla
- Lista de jugadores convocados que disputaron la Copa Mundial de Baloncesto de 2023.[2]

| Finlandia               | Finlandia        | Finlandia | Finlandia | Finlandia | Finlandia                  |
| Num                     | Jugador          | Pos       | Altura    | Edad      | Equipo                     |
| ----------------------- | ---------------- | --------- | --------- | --------- | -------------------------- |
| 1                       | Miro Little      | E         | 1,93 m    | 19        | Baylor Bears               |
| 5                       | Alex Murphy      | A         | 2,06 m    | 30        | Movistar Estudiantes       |
| 9                       | Sasu Salin       | E         | 1,91 m    | 32        | Lenovo Tenerife            |
| 13                      | Olivier Nkamhoua | AP        | 2,03 m    | 23        | University of Michigan     |
| 14                      | Henri Kantonen   | A         | 1,98 m    | 26        | Karhu Basket               |
| 18                      | Mikael Jantunen  | A         | 2,04 m    | 23        | Paris Basketball           |
| 19                      | Elias Valtonen   | A         | 2,01 m    | 24        | Fundación CB Granada       |
| 20                      | Alexander Madsen | P         | 2,07 m    | 28        | AEK                        |
| 21                      | Edon Maxhuni     | B         | 1,88 m    | 25        | HAKRO Merlins Crailsheim   |
| 23                      | Lauri Markkanen  | AP        | 2,13 m    | 26        | Utah Jazz                  |
| 34                      | Jacob Grandison  | E         | 1,98 m    | 25        | Duke University            |
| 35                      | Ilari Seppala    | B         | 1,88 m    | 30        | Saint Chamond Basket Valle |
| Entrenador: Lassi Tuovi |                  |           |           |           |                            |

## Partidos

### Próximos encuentros
| Fecha                    | Ciudad   | Competición                | Local      |                       | Resultado |                             | Visitante       |
| ------------------------ | -------- | -------------------------- | ---------- | --------------------- | --------- | --------------------------- | --------------- |
| 25 de agosto de 2022     | Tampere  | Clasificación Mundial 2023 | Finlandia  | Bandera de Finlandia  | 79:73     | Bandera de Israel           | Israel          |
| 28 de agosto de 2022     | Tallin   | Clasificación Mundial 2023 | Estonia    | Bandera de Estonia    | 68:76     | Bandera de Finlandia        | Finlandia       |
| 2 de septiembre de 2022  | Praga    | EuroBasket 2022            | Israel     | Bandera de Israel     | 89:87     | Bandera de Finlandia        | Finlandia       |
| 3 de septiembre de 2022  | Praga    | EuroBasket 2022            | Finlandia  | Bandera de Finlandia  | 89:59     | Bandera de Polonia          | Polonia         |
| 5 de septiembre de 2022  | Praga    | EuroBasket 2022            | Serbia     | Bandera de Serbia     | 100:70    | Bandera de Finlandia        | Finlandia       |
| 6 de septiembre de 2022  | Praga    | EuroBasket 2022            | Finlandia  | Bandera de Finlandia  | 98:88     | Bandera de República Checa  | República Checa |
| 8 de septiembre de 2022  | Praga    | EuroBasket 2022            | Finlandia  | Bandera de Finlandia  | 88:67     | Bandera de los Países Bajos | Países Bajos    |
| 11 de septiembre de 2022 | Berlín   | EuroBasket 2022            | Finlandia  | Bandera de Finlandia  | 94:86     | Bandera de Croacia          | Croacia         |
| 13 de septiembre de 2022 | Berlín   | EuroBasket 2022            | España     | Bandera de España     | 100:90    | Bandera de Finlandia        | Finlandia       |
| 11 de noviembre de 2022  | Bamberg  | Clasificación Mundial 2023 | Alemania   | Bandera de Alemania   | 94:80     | Bandera de Finlandia        | Finlandia       |
| 14 de noviembre de 2022  | Espoo    | Clasificación Mundial 2023 | Finlandia  | Bandera de Finlandia  | 91:71     | Bandera de Estonia          | Estonia         |
| 24 de febrero de 2023    | Tel Aviv | Clasificación Mundial 2023 | Israel     | Bandera de Israel     | 95:97     | Bandera de Finlandia        | Finlandia       |
| 27 de febrero de 2023    | Espoo    | Clasificación Mundial 2023 | Finlandia  | Bandera de Finlandia  | 81:87     | Bandera de Alemania         | Alemania        |
| 25 de agosto de 2023     | Okinawa  | Copa Mundial 2023          | Finlandia  | Bandera de Finlandia  | 72:98     | Bandera de Australia        | Australia       |
| 27 de agosto de 2023     | Okinawa  | Copa Mundial 2023          | Japón      | Bandera de Japón      | 98:88     | Bandera de Finlandia        | Finlandia       |
| 29 de agosto de 2023     | Okinawa  | Copa Mundial 2023          | Alemania   | Bandera de Alemania   | 101:75    | Bandera de Finlandia        | Finlandia       |
| 31 de agosto de 2023     | Okinawa  | Copa Mundial 2023          | Cabo Verde | Bandera de Cabo Verde | 77:100    | Bandera de Finlandia        | Finlandia       |
| 2 de septiembre de 2023  | Okinawa  | Copa Mundial 2023          | Finlandia  | Bandera de Finlandia  | 90:75     | Bandera de Venezuela        | Venezuela       |

## Historial

### Copa Mundial
Resultado General: 54.º puesto
| Copa Mundial de Baloncesto |
| --- |
| - 1950: No calificó - 1954: No calificó - 1959: No calificó - 1963: No calificó - 1967: No calificó - 1970: No calificó - 1974: No calificó - 1978: No calificó - 1982: No calificó - 1986: No calificó - 1990: No calificó - 1994: No calificó - 1998: No calificó - 2002: No calificó - 2006: No calificó - 2010: No calificó - 2014: 22º Lugar - 2019: No calificó - 2023: 21º Lugar - 2027: TBD |

### Juegos Olímpicos
| Baloncesto en los Juegos Olímpicos |
| --- |
| - Berlín 1936: No calificó - Londres 1948: No calificó - Helsinki 1952: 9º Lugar - Melbourne 1956: No calificó - Roma 1960: No calificó - Tokio 1964: 11º Lugar - México 1968: No calificó - Múnich 1972: No calificó - Montreal 1976: No calificó - Moscú 1980: No calificó - Los Ángeles 1984: No calificó - Seúl 1988: No calificó - Barcelona 1992: No calificó - Atlanta 1996: No calificó - Sídney 2000: No calificó - Atenas 2004: No calificó - Pekín 2008: No calificó - Londres 2012: No calificó - Río 2016: No calificó - Tokio 2020: No calificó - París 2024: No calificó |

### EuroBasket
| EuroBasket |
| --- |
| - 1935: No participó - 1937: No participó - 1939: 8º Lugar - 1946: No participó - 1947: No participó - 1949: No participó - 1951: 9º Lugar - 1953: 12º Lugar - 1955: 10º Lugar - 1957: 11º Lugar - 1959: 13º Lugar - 1961: 14º Lugar - 1963: 14º Lugar - 1965: 12º Lugar - 1967: 6º Lugar - 1969: No participó - 1971: No participó - 1973: No participó - 1975: No participó - 1977: 10º Lugar - 1979: No participó - 1981: No participó - 1983: No participó - 1985: No participó - 1987: No participó - 1989: No participó - 1991: No participó - 1993: No participó - 1995: 14º Lugar - 1997: No participó - 1999: No participó - 2001: No participó - 2003: No participó - 2005: No participó - 2007: No participó - 2009: No participó - 2011: 9º Lugar - 2013: 9º Lugar - 2015: 16º Lugar - 2017: 11º Lugar - 2022: 7º Lugar - 2025: TBD |